# Josef Čáp (herec)
Josef Čáp (6. března 1946 Praha – 5. prosince 2001 Praha) byl český herec. Jeho manželkou byla slovenská operní pěvkyně Gabriela Beňačková.

## Život
Narodil se 6. března 1946 v Praze. Studoval pražskou DAMU, kterou dokončil v roce 1967. Již tehdy začínal hrát v Národním divadle. Od roku 1966 až 1970 hrál v divadle Zdeňka Nejedlého.
Následně se opět vrátil do Národního divadla, kde v roce 1984 ukončil hereckou kariéru a začal režírovat opery. Ve stejném roce si vzal slovenskou operní pěvkyni Gabrielu Beňačkovou. Předtím byl ženatý s českou herečkou Klárou Jernekovou, se kterou měl syna Filipa, který je hercem, dabérem a občasným moderátorem.
Jeho vztah se synem byl kompilovaný. Oba rodiče byli kvůli herectví vytížení a se synem natrávili čas. Ten tak vyrůstal převážně u prarodičů.
Josef Čáp strávil zbytek života režírováním oper. K herectví se už nikdy nevrátil. Zemřel 5. prosince 2001 v Praze po boji s těžkou nemocí.

## Filmografie (výběr)

### Filmy
- Jarní vody (1968)
- Nevěsta (1970)
- Krásná Helena (1973)
- Dalibor (1978)
- Země úsměvů (1986)

### Televize
- Chalupáři (1975)
- Okres na severu (1982)